# 圣日耳曼迪普兰
圣日耳曼迪普兰（法語：Saint-Germain-du-Plain，法語發音：[sɛ̃ ʒɛʁmɛ̃ dy plɛ̃]）是法国索恩-卢瓦尔省的一个市镇，属于卢昂区。

## 地理
圣日耳曼迪普兰（46°42'2"N, 4°59'4"E）面积19.31 平方千米，位于法国勃艮第-弗朗什-孔泰大區索恩-卢瓦尔省，该省份为法国中部省份，北起顺时针与科多尔省、汝拉省、安省、罗讷省、卢瓦尔省、阿列省和涅夫勒省接壤。
与圣日耳曼迪普兰接壤的市镇（或旧市镇、城区）包括：布雷斯地区圣克里斯托夫、馬爾奈、索恩河畔日尼、奥尔姆、博德里耶尔、布雷斯地区圣艾蒂安、索恩河畔乌鲁。

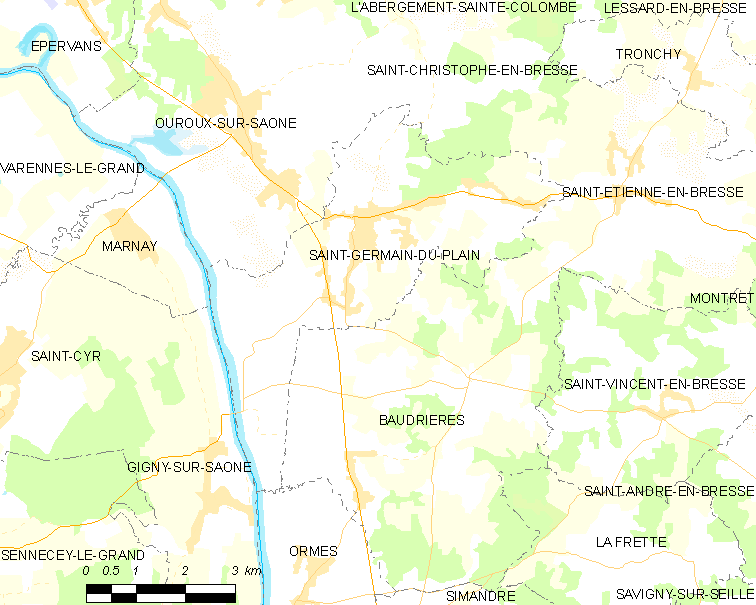
圣日耳曼迪普兰的OSM定位图

圣日耳曼迪普兰的时区为UTC+01:00、UTC+02:00（夏令时）。

## 行政
圣日耳曼迪普兰的邮政编码为71370，INSEE市镇编码为71420。

## 政治
圣日耳曼迪普兰所属的省级选区为索恩河畔乌鲁县。

## 人口

1962-2008年间圣日耳曼迪普兰人口变化图示

圣日耳曼迪普兰于2022年1月1日时的人口数量为2346人。